# Петроченков, Анатолий Яковлевич
Петроченков Анатолий Яковлевич (род. 30 октября 1942 года, дер. Кунцево, Кардымовский район, Смоленская область, РСФСР) – советский и российский деятель военных судов (трибуналов), генерал-полковник юстиции (2006).

## Биография
В 1959 году окончил школу. В 1961 году окончил техническое училище. С 1961 года работал старшим буровым мастером в войсковой части № 54124.
С 1962 года – в Советской Армии, до 1963 года служил курсантом войсковой части № 03429. С 1963 года — курсант Тамбовского военного артиллерийского училища, окончил училище в 1966 году. С 1966 по 1968 годы служил помощником начальника отдела хранения центральной артиллерийской базы Министерства обороны СССР. Затем был направлен на учёбу.
В 1972 году окончил военно-юридический факультет Военно-политической академии имени В.И. Ленина. С 1972 года — член военного трибунала Севастопольского гарнизона, с 1975 года — член военного трибунала Уральского военного округа, с 1980 года — председатель военного трибунала флотилии Северного флота, с 1982 года — заместитель председателя военного трибунала Уральского военного округа, с 1986 года — председатель военного трибунала Сибирского военного округа.
С 1989 года — судья Верховного Суда СССР — председательствующий судебного состава Военной коллегии. С декабря 1991 года — судья Верховного Суда Российской Федерации — председательствующий судебного состава Военной коллегии. В 1999 году Советом Федерации Федерального Собрания РФ утвержден членом Кассационной коллегии Верховного суда РФ, с 1996 года являлся членом Высшей квалификационной коллегии судей РФ.
С 24 ноября 2004 года — заместитель Председателя Верховного Суда Российской Федерации — председатель Военной коллегии Верховного Суда РФ. 
С 30 января 2008 года — заместитель Председателя Верховного Суда Российской Федерации в соответствии с Постановлением Совета Федерации Федерального Собрания Российской Федерации № 17-СФ.
С 2012 года – советник Председателя Верховного Суда Российской Федерации.
Награждён орденами и медалями. Заслуженный юрист Российской Федерации (6 мая 1997).